# ویلی هنیگ
ویلی هنیگ (آلمانی: Willi Hennig؛ زاده ۲۰ آوریل ۱۹۱۳ – درگذشته ۵ نوامبر ۱۹۷۶) یک دانشمند اهل آلمان بود.